# Parque nacional Grutas de Lanquín
El Parque nacional Grutas de Lanquín es un área protegida que consiste en un sistema de grandes cuevas de piedra caliza situadas a 1 km (0,62 millas) al oeste de Lanquín, en el departamento de Alta Verapaz, parte del país centroamericano de Guatemala.
El sistema de cuevas de Lanquín fue declarado parque nacional en el año 1955 cubriendo una superficie de unas 11 hectáreas (0,11 kilómetros cuadrados). Cerca de la entrada pasa un río llamado también Lanquín que recorre unos 12 kilómetros hasta llegar al río Cahabón.

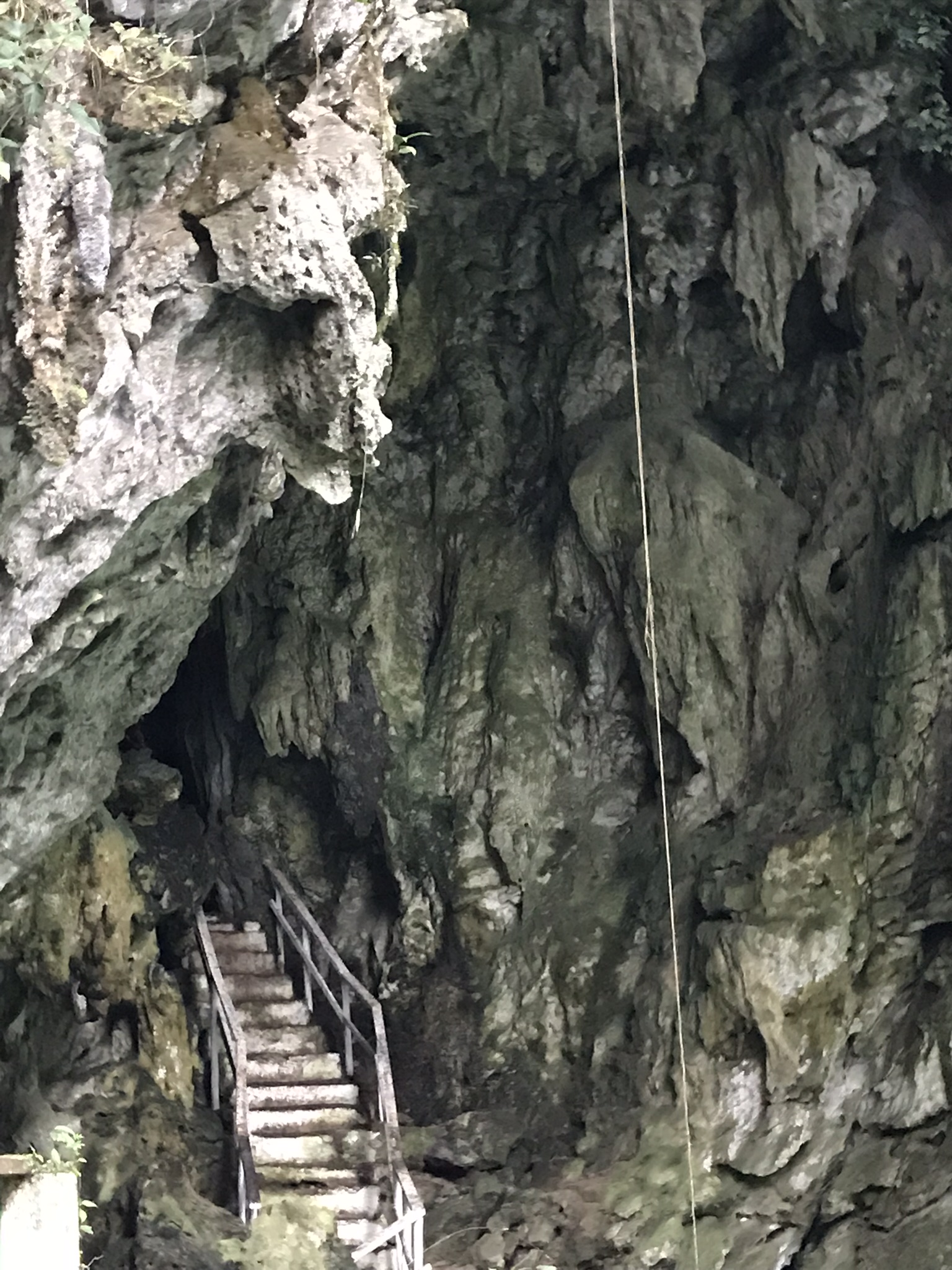
Ingreso a la Gruta de Lanqúin.
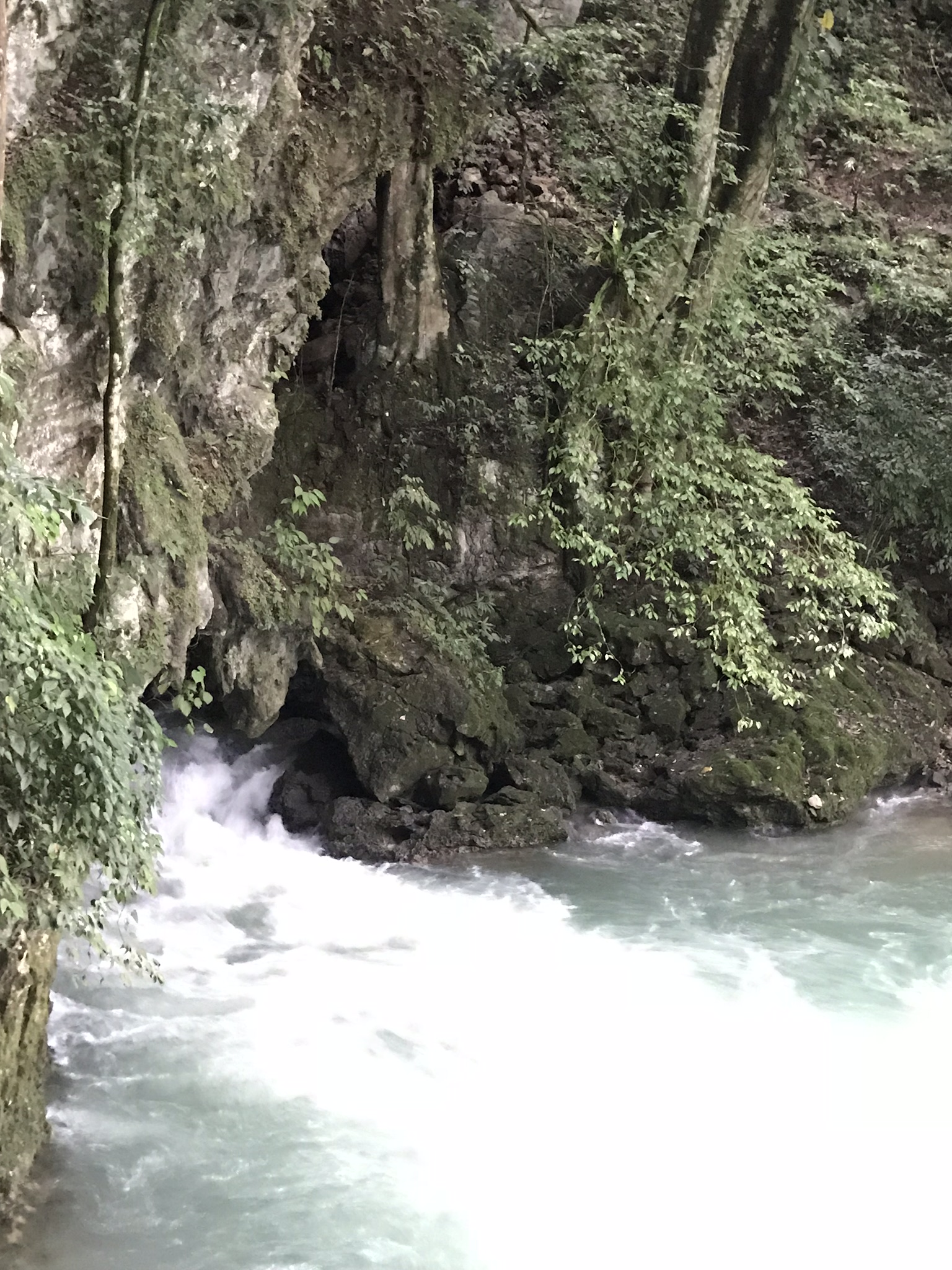
Nacimiento del Río Lanqúin.
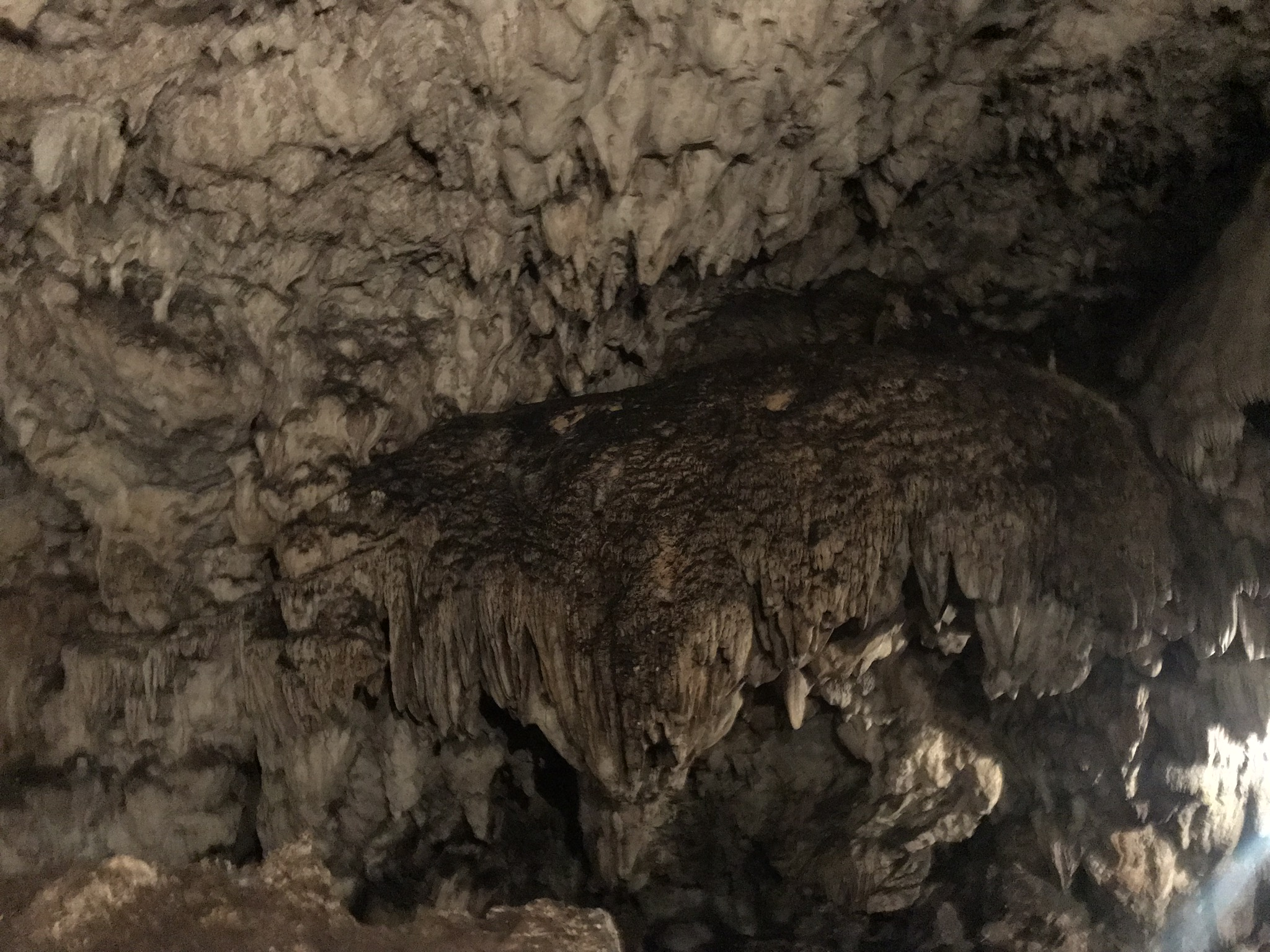
Interior de la Gruta de Lanqúin.